# Andrej Aramnau
Andrej Mikalajewitsch Aramnau (belarussisch Андрэй Мікалаевіч Арамнаў, russisch Андрей Николаевич Арамнов ‚Andrei Nikolajewitsch Aramnow‘; * 17. April 1988 in Baryssau, Belarussische SSR, Sowjetunion) ist ein belarussischer Gewichtheber und derzeitiger Weltrekordhalter im Reißen und Zweikampf in der Klasse bis 105 kg.

## Karriere
Aramnaus erster internationaler Erfolg war die Silbermedaille bei den Junioren-Weltmeisterschaften 2006 in der Klasse bis 94 kg mit einem Zweikampfergebnis von 393 kg hinter Ilja Iljin.
Ein Jahr später gewann er die Junioren-Weltmeisterschaften, sowie die Weltmeisterschaften in der Klasse bis 105 kg, mit 407 bzw. 423 kg.
Sein bisher größter Erfolg war der Gewinn der Goldmedaille bei den Olympischen Spielen 2008 in Peking in der Klasse bis 105 kg, wobei er mehrere Rekorde aufstellte.
2008 wurde Aramnau zum Sportler des Jahres in Belarus gewählt.
Nachdem Aramnau im März 2009 bereits zum zweiten Mal durch Alkohol am Steuer aufgefallen war, wurde ihm sein Sportstipendium von monatlich 5000 $ gestrichen und er wurde zwei Jahre für alle Wettkämpfe gesperrt. Allerdings besteht bei einem erneuten Gewinn der Weltmeisterschaften 2009 die Möglichkeit, dass die belarussische Regierung das Stipendium erneuert.
2010 trat Aramnau zur Europameisterschaft im eigenen Land als Titelfavorit an. Mit 420,0 kg (195,0/225,0 kg) bestätigte er diese Rolle und gewann vor Dmitri Klokow mit 409,0 kg und Wladimir Smortschkow mit 408,0 kg. Im Reißen stieg Aramnau mit 195,0 kg, welche sofort Gold bedeuteten, in den Wettkampf ein und scheiterte danach zweimal an der Weltrekordlast von 201,0 kg. Im Stoßen sicherte er sich mit 220,0 kg zuerst den Titel im Zweikampf und holte sich nach Klokows 224,0 kg mit 225,0 kg auch noch Gold im Stoßen. Jedoch kam Aramnaus Dopingprobe, genauso wie die zweier seiner Landsmänner, positiv zurück, woraufhin er seine Medaillen verlor und disqualifiziert wurde. Er wurde für sechs Monate gesperrt. Seine Europameisterschaftstitel teilten sich Klokow und Smortschkow. Nach seiner Sperre gewann er bei den Europameisterschaften 2014 Bronze.

## Bestleistungen
- Reißen: 200,0 kg in Peking in der Klasse bis 105 kg (aktueller Weltrekord).
- Stoßen: 236,0 kg in Peking in der Klasse bis 105 kg.
- Zweikampf: 436,0 kg in Peking in der Klasse bis 105 kg.